# Aleramo del Monferrato
Aleramo del Monferrato (prima del 933 – prima del 991) è stato un nobile franco, primo sovrano della Marca Aleramica (poi marche di Savona e del Monferrato), e fondatore della dinastia degli Aleramici.

## Biografia

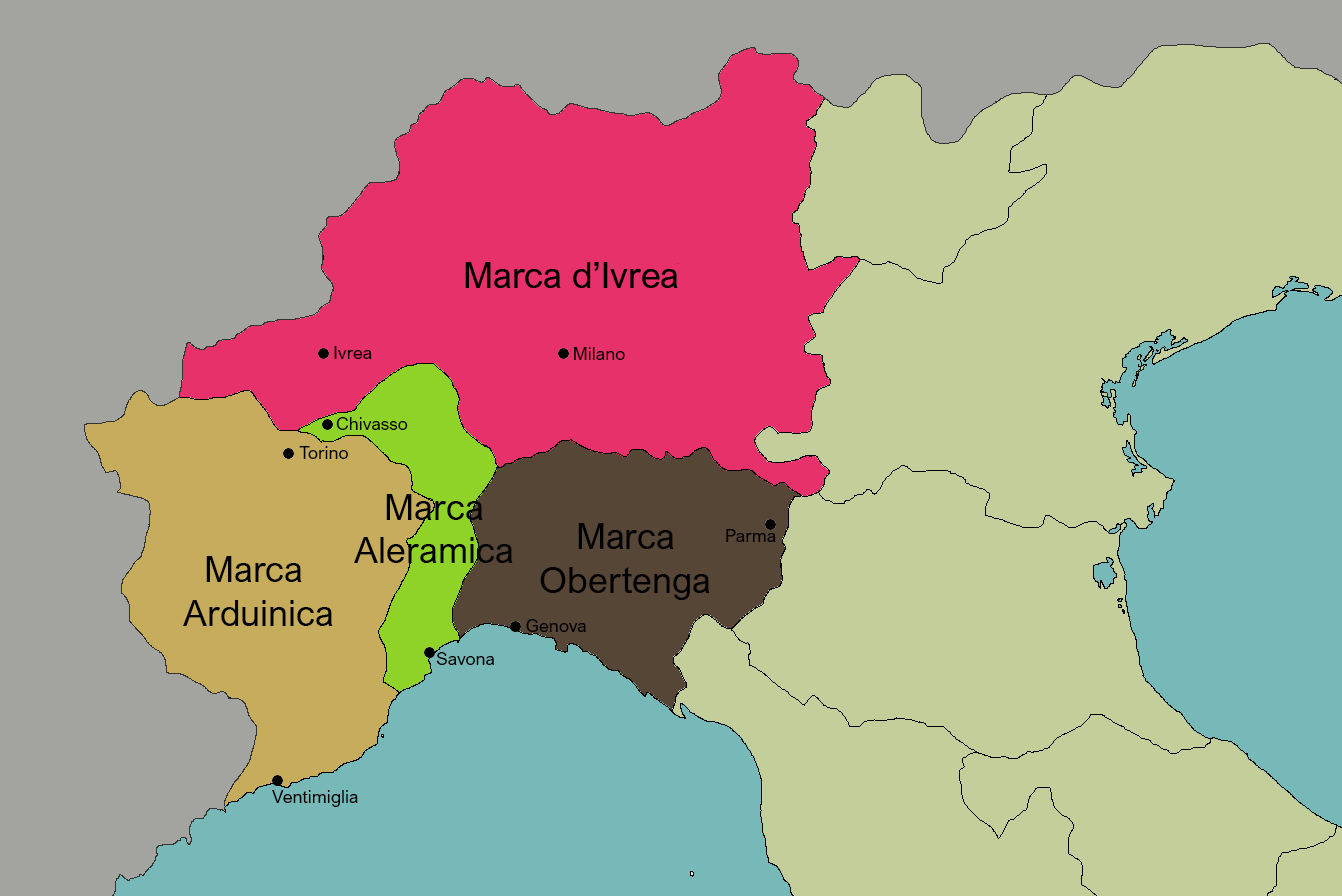
Le quattro marche imperiali dell'Italia settentrionale dopo la spartizione del ducato di Lombardia da parte dal re Berengario II d'Ivrea e l'imperatore Ottone I. In verde la Marca Aleramica.

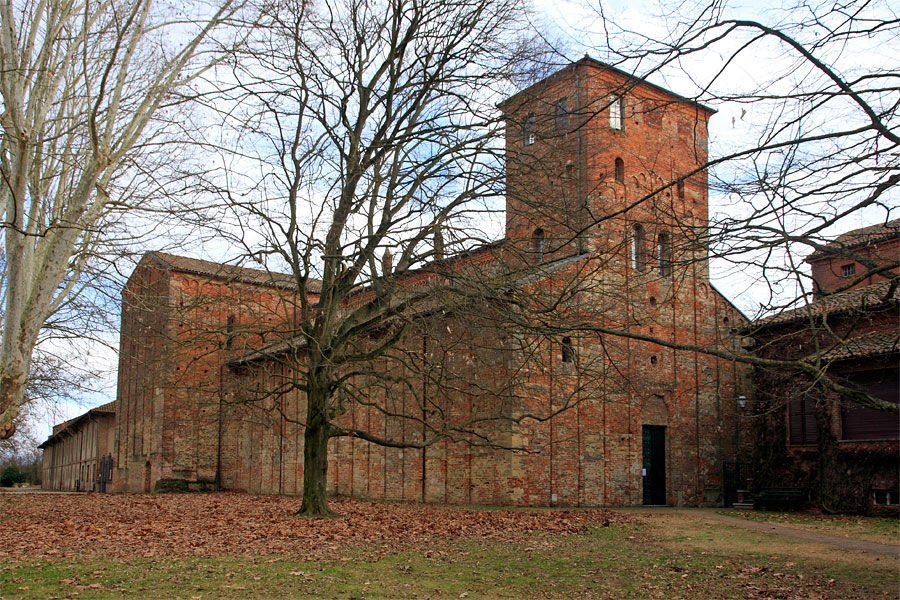
Abbazia di Santa Giustina di Sezzadio, dove la leggenda vuole che Aleramo vi fosse nato.

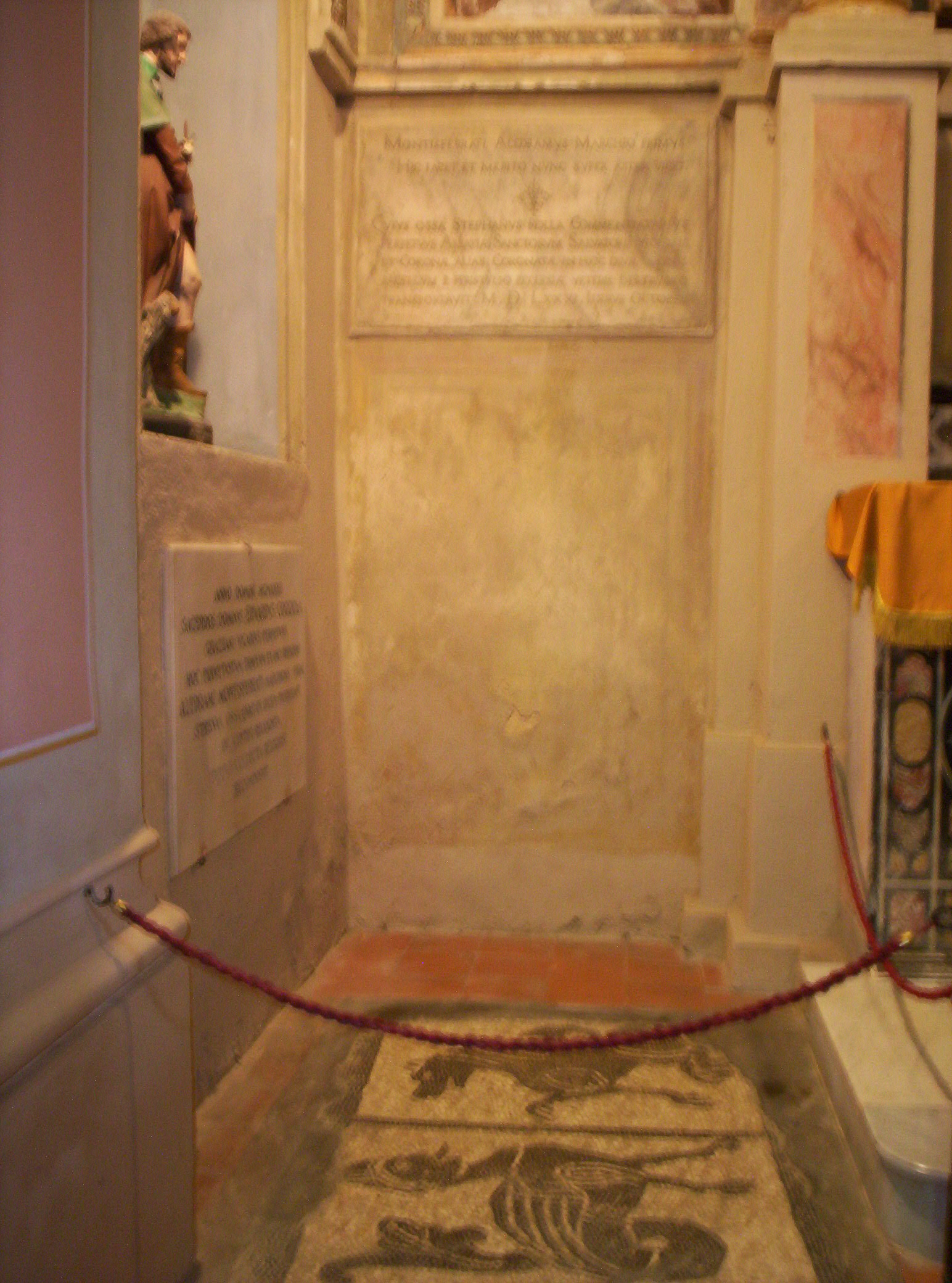
Presunta tomba del marchese Aleramo nell'abbazia di Grazzano. Sul pavimento un mosaico di incerta datazione.

### Prime notizie
Le notizie biografiche su Aleramo sono molto scarse. Fu figlio di Guglielmo I ed è menzionato per la prima volta nei documenti quando ricevette nel 933 un feudo nei pressi di Vercelli da Ugo I, re d'Italia, chiamandolo "fideles noster Alledramus comes". Nel 935 fu investito di alcune signorie in Acqui e chiamato "fedele conte Aleramo". Nel 948 il nuovo re Lotario II lo chiama "Aledrami inciti comitis dilectique fideis nostri". Nel 955 fu investito di alcune terre dell'attuale provincia di Alessandria.

### Marchese sovrano del Sacro Romano Impero in Savona e Monferrato
Nel 958 fu già nominato "incito marchioni Aledrammo fideli nostro" dal re Berengario II, la cui figlia Gerberga era diventata la seconda moglie di Aleramo intorno al 961. Tre anni dopo, però, Aleramo si schierò con l'imperatore Ottone I, che gli concedeva ulteriori terre nelle Langhe e dal Tanaro, dall'Orba e dal Mar Ligure.
Dopo che l'Italia entrò sotto il controllo diretto dell'imperatore Ottone I nel 962, Aleramo riceve il titolo di marchese del Sacro Romano Impero con sovranità sulle domini già posseduti, a richiesta della imperatrice Adelaide, secondo il diploma donato da Ravenna il 21 marzo 967. In questi documenti si rendono esplicita la tradizione di legge salica a cui apparteneva la stirpe di Aleramo, di origine probabilmente borgognone.

### Morte e sepoltura
Il marchese Aleramo morì, presumibilmente, prima del 991.
La tradizione - non suffragata da prove documentali - sostiene che Aleramo sia stato sepolto nell'Abbazia di Grazzano, da lui fondata in precedenza, nell'attuale comune di Grazzano Badoglio (già Grazzano Monferrato).

Stemma della Casa di Savona (anche chiamata del Vasto).

## Matrimoni e discendenza
Aleramo ebbe due mogli. Le informazioni sulla prima moglie sono molto scarse. Tra le varie ipotesi sulla sua origine, quella proposta da Aldo A. Settia sembra la più plausibile. Settia suggerisce che Aleramo potrebbe aver sposato una donna imparentata con la madre del re d'Italia Ugo di Provenza, attraverso la quale avrebbe ricevuto in dote beni situati nella zona collinare a destra del Po. Questi beni, in parte, rientrano nella donazione fatta all'abbazia nel 961.
La seconda moglie fu la principessa Gerberga, figlia di Berengario II d'Ivrea da cui non ebbe discendenza.
Dal matrimonio con la prima moglie, di cui anche il nome è ignoto, nacquero tre figli:
- Guglielmo II (*? †961), figlio primogenito, morì prima del padre senza discendenza.
- Anselmo I (*? †?), figlio secondogenito, marchese del Monferrato nel 983, probabilmente succeduto al padre. Da lui discendono il ramo dei marchesi di Savona, tra cui i del Vasto, e i marchesi del Bosco.
- Ottone I (*? †991), figlio terzogenito; dal 969 affiancò il padre al governo del marchesato del Monferrato di cui ne divenne marchese solo dopo la morte di quest'ultimo. Il suo regno non durò a lungo a causa della sua morte prematura. Da Ottone discende il ramo dei marchesi del Monferrato.

### Successione
I discendenti di Aleramo, chiamati Aleramici, applicarono la legge salica, secondo cui la terra non entra nei beni ereditari delle figlie femmine, ma solo dei maschi. La proprietà della terra, inoltre, non doveva essere frazionata ma gestita consortilmente dai discendenti maschi, che portavano tutti il titolo di "marchese". Tuttavia, dato che i beni allodiali potevano essere suddivisi, ebbe luogo un radicamento dei discendenti del secondo figlio di Aleramo (Anselmo) nelle terre aleramiche dell'alessandrino, delle Langhe e della Liguria e un radicamento dei discendenti del terzo figlio (Ottone) nelle terre monferrine.
Solo due secoli circa dopo la morte di Aleramo vi fu un vero frazionamento che assegnò ai discendenti di Anselmo (chiamati del Vasto) le marche di Savona, Ceva, Busca, Clavesana, Bosco, Ponzone, e ai discendenti di Ottone (chiamati del Monferrato) le marche del Monferrato e di Occimiano.

## Leggenda
La leggenda, riportata dal domenicano Iacopo da Acqui, nato nel 1334, e in una versione rinascimentale, argomento della novella 27 del secondo volume delle Novelle di Matteo Bandello, fu resa immortale dalla versione del poeta e scrittore italiano Giosuè Carducci nel volume Cavalleria e Umanesimo, dove si narra che il marchese Aleramo sia nato presso Acqui Terme, più precisamente nell'Abbazia di Santa Giustina a Sezzadio, durante il pellegrinaggio dei nobili genitori tedeschi. Rimasto orfano dei suoi genitori, il bel Aleramo venne ingaggiato nell'esercito imperiale ed entrò alla corte dell'Imperatore Ottone I, ove conobbe Adelasia o Alasia, figlia dell'Imperatore, e tra i due nacque un tenero sentimento.
Incapaci di riferire la cosa a sua maestà temendo un rifiuto al matrimonio, i due innamorati scapparono nelle terre natali di Aleramo. Nella fuga usarono lei un cavallo bianco e lui uno rosso (da qui lo stemma bianco e rosso degli Aleramici: d'argento, al capo di rosso). Aleramo non riuscì a vivere senza combattere per difendere la pace. Quando l'imperatore Ottone I venne a conoscenza della cosa, volle incontrare il coraggioso giovane e perdonò i due amanti. Ad Aleramo concesse allora, in un impeto di generosità, tante terre quante egli fosse riuscito a percorrerne cavalcando senza sosta. Il territorio che egli percorse è il Monferrato: tale nome deriva da mun (mattone) e da frà (ferrare), ovvero dai mattoni utilizzati per ferrare i tre cavalli che Aleramo cavalcò.
Esistono però diverse varianti della leggenda, come quella che vuole Aleramo ottenere il territorio che fosse riuscito a cavalcare in tre giorni e tre notti, e che il nome Monferrato deriva dall'aver usato un mattone (mòn) come martello per ferrare il cavallo che aveva perso un ferro (fér) durante la corsa.
Altri fanno risalire il nome Monferrato ai numerosi castelli in mattoni fortificati che sono presenti in quella regione geografica. In questo caso il dono del territorio viene fatto risalire non al suo amore con la figlia di Ottone I, ma al valore dimostrato nella liberazione della Liguria occidentale e del basso Piemonte dai cosiddetti Saraceni.
Secondo un'altra versione della leggenda i due amanti trovarono rifugio presso Garessio nella zona boscosa della Pietra Ardena. I due sarebbero vissuti in quei luoghi allora selvaggi praticando la professione dei carbonai finché, grazie alla mediazione del vescovo di Albenga, Aleramo si riconciliò con il suocero. Nel 1871 il librettista Leopoldo Marenco intitolò alla vicenda la sua opera Il falconiere di Pietra Ardena.

### Esplicative
1. ↑  Olimpio Musso (*1941 †2022), noto grecista e docente di storia del teatro greco e latino presso l'Università degli Studi di Firenze, afferma che il mosaico risalga al II secolo, presumibilmente durante il periodo di Adriano. Tuttavia, una verifica effettuata dai Beni Culturali suggerisce una datazione intorno al XII secolo, rappresentativa di un'arte musiva di cui si trovano ulteriori esempi in alcune chiese del Piemonte.

### Bibliografiche
1. ↑  Francesco Cognasso /I, pp. 33-62.
2. 1 2  Francesco Cognasso /II.
3. ↑  Aldo A. Settia.
4. ↑  Geo Pistarino.
5. ↑  Vittorio Angius, p. 334.
6. ↑  Vergano, Gardino.
7. ↑  Nico Ferrarone, p. 131.
8. ↑  Delfino Muletti, p. 284.